# Гидроструйная очистка

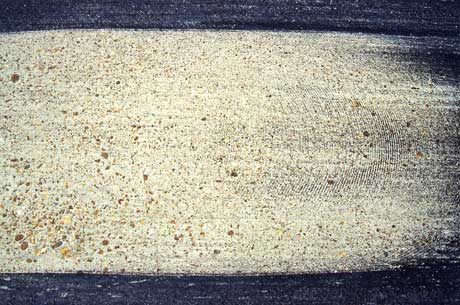
Резина удалённая с дорожного покрытия струёй воды под высоким давлением

Гидроструйная очистка, очистка водой высокого давления — это очистка водой под высоким давлением поверхностей и материалов без образования пыли.

## Технология
Метод гидроструйной очистки основан на воздействии струи жидкости (например, воды) с высокой кинетической энергией на обрабатываемый материал. Данный метод используется для очистки различных поверхностей (например, поверхностей технологического оборудования, корпусов судов, фасадов зданий и т. д.), при этом струя воды позволяет удалять с поверхности загрязнения любой физической природы и химического состава: ржавчину, консервационные смазки, лакокрасочные покрытия, битум, смолы, нагар, окалину, кокс, лигносульфонаты, пирофорные соединения и т. д.
Для генерирования струи жидкости с высокой кинетической энергией используются насосы высокого давления. Давление воды, применяемое в системе, зависит от типа удаляемых загрязнений, таких как водорастворимые вещества, рыхлая ржавчина и красочные покрытия со слабым сцеплением. Если в процессе очистки использовались поверхностно-активные вещества, необходимо ополаскивание чистой, пресной водой.
В целях стандартизации операций по очистке и подготовки поверхности с помощью воды «Общество защитных покрытий» (англ. The Society for Protective Coatings, SSPC) приняло следующие четыре определения для очистки воды с использованием струйной технологии:
- Гидроструйная очистка низкого давления (LP WC), при использовании давления воды менее 34 МПа (5,000 psi) для очистки.
- Гидроструйная очистка среднего давления (HP WC), при использовании давления воды от 34 до 70 МПа (5000 до 10000 psi) для очистки.
- Гидроструйная очистка высокого давления (HP WJ), при использовании давления воды от 70 до 170 МПа (10000 до 25000 psi) для очистки.
- Гидроструйная очистка сверхвысокого при использовании давления воды струйными свыше 170 МПа (25 000 psi) для очистки.

Гидроструйная очистка под сверхвысоким давлением (более 170 МПа) применяется для полного удаления всех загрязнений и ржавчины. Результат сравним с сухим бластингом, но на поверхности после сушки наблюдаются проблески ржавчины.
Гидроструйная очистка под высоким давлением. (70−170 МПа) позволяет удалить большинство красок и продуктов коррозии. Магнетиты (черные окислы) и прочно держащиеся загрязнения могут остаться, хотя также поддаются удалению.
Гидроочистка под средним давлением (35-70 МПа) позволяет удалить непрочно держащиеся краску, ржавчину, загрязнения. Но черный железный оксид (магнетит) останется. Однородная поверхность не достижима.
Гидроочистка под низким давлением (до 35 МПа) позволяет удалить соли, загрязнения, шелушащуюся краску. В основном это обмыв поверхности.
Гидроструйная обработка является эффективным, экологически чистым и универсальным методом очистки любых поверхностей. С помощью гидроструйной очистки удаляется старая краска и плесень с деревянных поверхностей, высолы и солевые отложения с бортов кораблей. При более высоком давлении гидроструйная очистка позволяет удалить старую краску и коррозию со стали. Несмотря на высокое давление, вода никогда не сможет создать профиль при обработке стальной поверхности.

## Степени очистки
Требования к качеству подготовки металлической поверхности перед операциями окрашивания, нанесения металлизационных покрытий с помощью гидроструйной очистки устанавливает международный стандарт ISO 8501-4:2006 - «Подготовка стальной поверхности перед нанесением красок и относящихся к ним продуктов. Визуальная оценка чистоты поверхности. Часть 4. Начальное состояние поверхности, качество подготовки и степень ржавости поверхности в результате оплавления в связи с впрыскиванием водяной струи высокого давления».

## Области применения
- снятие старых покрытий и подготовка поверхности под окраску
- удаление резины со взлётно-посадочных полос
- зачистка стен от плохо держащейся штукатурки, и полное её удаление
- снятие «бетонного молока» при подготовке поверхности для нанесения гидроизоляционных материалов
- очистка деталей металлической опалубки от бетона
- разделка и зачистка межплитных швов
- полное или частичное разрушение бетонных конструкций, например, для ремонта арматуры
- снятие окалины с металлической поверхности
- удаление граффити

## Недостатки
- Возможно выполнение работ только при плюсовых температурах;
- Даже при сверхвысоком давлении металлической поверхности не придаётся необходимый профиль поверхности для последующей окраски.